# Washington (football, 1986)
Cezar Washington Alves Portela
Pour les articles homonymes, voir Washington.
Cezar Washington Alves Portela est un footballeur brésilien né le 16 novembre 1986 à Recife. Il évolue au poste de milieu de terrain.

## Biographie
Washington joue au Brésil et au Japon.
Avec le club du Brasil de Pelotas, il dispute 34 matchs en deuxième division brésilienne, sans inscrire de but.